# Amt Pellworm
Das Amt Pellworm ist ein Amt im Kreis Nordfriesland in Schleswig-Holstein. Die Amtsgeschäfte werden im Rahmen einer Verwaltungsgemeinschaft von der Stadt Husum durchgeführt.

## Amtsangehörige Gemeinden
Dem Amt Pellworm sind die vier Gemeinden Gröde (7 Einwohner), Hallig Hooge (107 Einwohner), Langeneß (126 Einwohner) und Pellworm (1200 Einwohner) angehörig.

## Geschichte
1889 wurde im Kreis Husum der Amtsbezirk Pellworm aus den vier oben genannten Gemeinden und den Gemeinden Nordmarsch und Oland gebildet.
1941 wurden Nordmarsch und Oland nach Langeneß eingemeindet. Der Amtsbezirk wurde 1948 aufgelöst und die vier Gemeinden bildeten fortan das Amt Pellworm.
Mit Auflösung des Kreises Husum im Jahr 1970 wurden auch die Gemeinden des Amtes Pellworm Teil des neu gebildeten Kreises Nordfriesland.
Im Zuge der Ämterstrukturreform in Schleswig-Holstein im Jahr 2008 ging das Amt eine Verwaltungsgemeinschaft mit der Stadt Husum ein. Mit Wirkung zum Ablauf des Jahres 2017 wurde dieser Vertrag einseitig durch die Stadt Husum gekündigt, die Kündigung mit Wirkung zum 30. September 2019 jedoch wieder zurückgenommen.
Mit Wirkung zum 1. Oktober 2011 verfügte das Innenministerium von Schleswig-Holstein nach Anhörung der beteiligten Kommunen die Verlegung des Amtssitzes nach Husum.

## Politik

### Amtsvorsteher
Von 1990 bis 2005 war Jürgen Feddersen Bürgermeister der Gemeinde Pellworm und Amtsvorsteher im Amt Pellworm. Seit 2000 war er zugleich Mitglied des Landtages von Schleswig-Holstein. Ihm folgte in beiden Ämtern von 2005 bis 2013 Klaus Jensen (CDU). Nachdem Jensen bei der Landtagswahl 2012 ein Direktmandat im Landtagswahlkreis Nordfriesland-Süd errungen hatte, wurde für die Wahlperiode 2013–2018 Matthias Piepgras (SPD), Bürgermeister der Hallig Hooge, zum Amtsvorsteher gewählt. 2018 bis 2020 war mit Norbert Nieszery, früherer Fraktionsvorsitzender der SPD im Landtag von Mecklenburg-Vorpommern, wieder der Bürgermeister von Pellworm zugleich Amtsvorsteher. Von 2020 bis 2023 war die Bürgermeisterin der Gemeinde Langeneß, Heike Hinrichsen die Amtsvorsteherin. Nach der Kommunalwahl 2023 wurde die Bürgermeisterin der Gemeinde Pellworm, Astrid Korth, zur Amtsvorsteherin gewählt.

### Wappen
Blasonierung: „In Silber eine von einem roten Mond und einem roten Stern begleitete rote Kirchturmruine über blau-silbernen Wellen im durch einen grünen Balken nach oben begrenzten Schildfuß.“

## Wirtschaft
Bedeutung hat vor allem die Landwirtschaft. Daneben spielt der Tourismus eine Rolle.

## Verkehr
Pellworm und die meisten Halligen sind nur mit dem Schiff erreichbar. Regelmäßige Fährverbindungen betreibt die Neue Pellwormer Dampfschiffahrtsgesellschaft (NPDG) zwischen Nordstrand und Pellworm sowie die Wyker Dampfschiffs-Reederei (W.D.R.) zwischen Schlüttsiel, Langeneß, Hooge und Wittdün auf Amrum. Langeneß und Oland sind zudem mit dem Festland durch einen Damm verbunden, auf dem eine Lorenbahn verkehrt. Diese Bahn dient neben dem Küstenschutz auch den Verkehrsbedürfnissen der Halligbewohner. Darüber hinaus ist sie jedoch kein öffentliches Verkehrsmittel.